# Dicranomyia neopulchripennis
Dicranomyia neopulchripennis är en tvåvingeart som först beskrevs av Alexander 1940.  Dicranomyia neopulchripennis ingår i släktet Dicranomyia och familjen småharkrankar. Inga underarter finns listade i Catalogue of Life.